# Death at a Funeral (2010)
Death at a Funeral is een Amerikaanse zwarte komedie en mozaïekfilm van Neil LaBute uit 2010. Het is een nieuwe versie van de gelijknamige film uit 2007.

## Verhaal
Aaron, een getrouwde man, woont nog steeds bij zijn vader tot deze plots komt te sterven. Aaron moet ervoor zorgen dat alles op de begrafenis, die thuis plaatsvindt, vlot kan verlopen. Zijn broer Ryan, een bekend auteur, maakt het hem niet al te gemakkelijk om iedereen te verwelkomen. Op deze manier kan ook Frank, een mysterieuze dwerg, de begrafenis bijwonen.

## Rolverdeling
| Acteur          | Personage      |
| --------------- | -------------- |
| Chris Rock      | Aaron Barnes   |
| Martin Lawrence | Ryan Barnes    |
| Zoë Saldana     | Elaine         |
| James Marsden   | Oscar          |
| Columbus Short  | Jeff           |
| Loretta Devine  | Cynthia Barnes |
| Peter Dinklage  | Frank Lovett   |
| Tracy Morgan    | Norman         |
| Ron Glass       | Duncan         |